# 로버트 팅클러
로버트 팅클러(Robert Tinkler, 1973년 5월 12일 ~ )는 캐나다의 성우, 각본가, 배우, 텔레비전 배우이다.
위니펙에서 태어났다.

## 영화
- 넛잡: 땅콩 도둑들 (2014년) - 레드라인/버디 목소리 역
- 쿵푸 마구 (2010년)
- 아메리칸 대드! (2005년)
- 해롤드와 쿠마 (2004년)
- 에어 버드 5 (2003년)
- 재키는 MVP 3 (2003년)
- 턱시도 (2002년)
- 아메리칸 촌놈 (2000년)
- 퓨쳐 피어 (1997년)